# Independent Games Festival

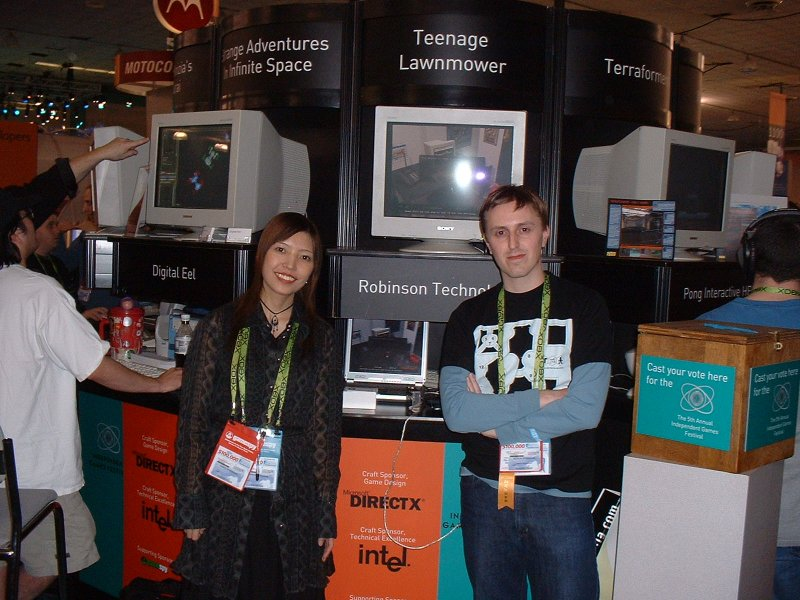
Akiko Robinson e Seth Robinson no Independent Games Festival.

O Independent Games Festival (IGF) é um festival anual realizado na Game Developers Conference, a maior reunião anual da indústria de jogos eletrônicos independentes. Ela foi fundada em 1998 para dar suporte e promover inovação no desenvolvimento de jogos eletrônicos e reconhecer as melhores desenvolvedoras de jogos eletrônicos. IGF foi fundado para dar à comunidade de jogos independentes os mesmos benefícios que o Sundance Film Festival trouxe à comunidade de filmes independentes, e é produzida pelo CMP Game Group, produtores do Game Developers Conference, Game Developer magazine, e Gamasutra.com.

## Estruturação
A cerimônia é dividida em duas categorias gerais: a competição IGF principal e a Amostra de Estudantes IGF.
O Independent Games Festival principal, a ser apresentado em março de 2013 no GDC de São Francisco, distribuirá oito prêmios principais:
- Grande Prêmio Seumas McNally ($30.000)
- Excelência em Arte Visual ($3.000)
- Excelência em Áudio ($3.000)
- Excelência em Design ($3.000)
- Excelência em Narrativa ($3.000)
- Excellence Técnica ($3.000)
- Prêmio Nuovo ($5.000) (antigamente Prêmio Inovação)
- Escolha do Público ($3.000)

Além disso, a Amostra de Estudantes concede os seguintes prêmios todos os anos:
- Vencedor da Amostra de Estudantes IGF (oito vencedores, $1.000, antigamente $500[2])
- Melhor Jogo Estudantil ($3.000)

### Mudanças do IGF 2013
No IGF do ano de 2013, após crítica de alguns membros da indústria, a categoria "Excelência em Narrativa" foi adicionada. Além disso, nesse mesmo ano a Valve anunciou que "todos os finalistas da Competição Principal IGF desse ano receberão a oportunidade de aceitar um acordo de distribuição" em sua loja online, a Steam.

## Histórico de premiações do IGF

### Competição Principal

#### Grande Prêmio Seumas McNally
- 2014: Papers, Please
- 2013: Cart Life
- 2012: Fez
- 2011: Minecraft
- 2010: Monaco
- 2009: Blueberry Garden
- 2008: Crayon Physics Deluxe
- 2007: Aquaria
- 2006: Darwinia
- 2005: (Categoria aberta) Gish e (Web/Downloadable) Wik and the Fable of Souls
- 2004: (Categoria aberta) Savage: The Battle for Newerth e (Web/Downloadable) Oasis
- 2003: Wild Earth
- 2002: Bad Milk
- 2001: Shattered Galaxy
- 2000: Tread Marks
- 1999: Fire And Darkness

#### Prêmio Nuovo (Inovação)
- 2014: Luxuria Superbia
- 2013: Cart Life
- 2012: Storyteller
- 2011: Nidhogg
- 2010: Tuning
- 2009: Between

#### Excelência em Arte Visual
- 2014: Gorogoa
- 2013: Kentucky Route Zero
- 2012: Dear Esther
- 2011: BIT.TRIP RUNNER
- 2010: Limbo
- 2009: Machinarium
- 2008: Fez
- 2007: Castle Crashers
- 2006: Darwinia
- 2005: (Categoria aberta) Alien Hominid e (Web/Downloadable) Wik and the Fable of Souls
- 2004: (Categoria aberta) Spartan e (Web/Downloadable) Dr. Blob's Organism
- 2003: Wild Earth
- 2002: Banja Taiyo
- 2001: Hardwood Spades
- 2000: King of Dragon Pass
- 1999: Crime Cities

#### Excelência em Áudio
- 2014: DEVICE 6
- 2013: 140
- 2012: Botanicula
- 2011: Amnesia: The Dark Descent
- 2010: Closure
- 2009: BrainPipe
- 2008: Audiosurf
- 2007: Everyday Shooter
- 2006: Weird Worlds: Return to Infinite Space
- 2005: (Categoria aberta) Steer Madness e (Web/Downloadable) Global Defense Network
- 2004: (Categoria aberta) Anito: Defend a Land Enraged e (Web/Downloadable) Dr. Blob's Organism
- 2003: Terraformers
- 2002: Bad Milk
- 2001: Chase Ace 2
- 2000: Blix
- 1999: Terminus

#### Excelência em Design
- 2012: Spelunky
- 2011: Desktop Dungeons
- 2010: Monaco
- 2009: Musaic Box
- 2008: World of Goo
- 2007: Everyday Shooter
- 2006: Braid
- 2005: (Categoria aberta) Gish e (Web/Downloadable) Wik and the Fable of Souls
- 2004: (Categoria aberta) Bontãgo e (Web/Downloadable) Oasis
- 2003: Wild Earth
- 2002: Insaniquarium
- 2001: Shattered Galaxy
- 2000: Tread Marks
- 1999: Resurrection

#### Excelência Técnica
- 2012: Antichamber
- 2011: Amnesia: The Dark Descent
- 2010: Limbo
- 2009: Cortex Command
- 2008: World of Goo
- 2007: Bang! Howdy
- 2006: Darwinia
- 2005: (Categoria aberta) Alien Hominid e (Web/Downloadable) RocketBowl
- 2004: (Categoria aberta) Savage: The Battle for Newerth e (Web/Downloadable) Yohoho! Puzzle Pirates
- 2003: Reiner Knizia's Samurai
- 2002: Ace Of Angels
- 2001: Shattered Galaxy
- 2000: Tread Marks
- 1999: Terminus

#### Melho Jogo de Celular ($3.000)
- 2012: Beat Sneak Bandit
- 2011: Hellsing's Fire

#### Melhor Jogo de Navegador (2006-2008)
- 2008: Iron Dukes ($2.500)
- 2007: Samorost 2 ($2.500)
- 2006: Dad 'N Me ($2.500)
- Essa categoria substituiu os prêmios separados para jogos de Web/Downloadable dados em 2004 e 2005.

#### Escolha do Público
- 2012: Frozen Synapse
- 2011: Minecraft
- 2010: Heroes of Newerth
- 2009: Cortex Command
- 2008: Audiosurf
- 2007: Castle Crashers
- 2006: Dofus
- 2005: (Categoria aberta) Alien Hominid e (Web/Downloadable) N
- 2004: (Categoria aberta) Savage: The Battle for Newerth e (Web/Downloadable) Yohoho! Puzzle Pirates
- 2003: Pontifex II
- 2002: Kung Fu Chess
- 2001: Shattered Galaxy
- 2000: The Rift (Far Gate)
- 1999: Fire And Darkness

#### Prêmio dos Patrocinadores
- 2012 Prêmio da Microsoft Xbox Live Arcade: Super T.I.M.E. Force
- 2011 Direct2Drive Prêmio Visionário: Amnesia: The Dark Descent
- 2010 Direct2Drive Prêmio Visionário: Max and the Magic Marker
- 2009 Direct2Drive Prêmio Visionário: Osmos
- 2008 Prêmios Gleemie (1x $5.000, 1x $3.000, 1x $2.000): Desktop Tower Defense, Skyrates, Quadradius
- 2007 Prêmios GameTap (1x $10.000, 2 x $5.000): Everyday Shooter, Blast Miner, Roboblitz
- 2006 Prêmio Adultswim.com ($5.000): Dodge That Anvil
- 2005 Prêmio Cartoon Network "Projeto Goldmaster" (criando um jogo para o Cartoon Network): Digital Builders
- 2004 Prêmio AOL/Cartoon Network "Projeto Goldmaster" (criando um jogo para o Cartoon Network): Flashbang Studios

### Competição de Mod IGF (2006–2007)

#### 2007 Prêmios Mod
Melhor Mod ($5.000 no total): Weekday Warrior (Half-Life 2)
Melhor Mod de FPS Singleplayer ($500): Weekday Warrior (Half-Life 2)
Melhor Mod de FPS Multiplayer ($500): Eternal Silence (Half-Life 2)
Melhor Mod de RPG ($500): Darkness over Daggerford (Neverwinter Nights)
Melhor 'Outro' Mod ($500): Spawns Of Deflebub (Unreal Tournament 2004)

#### 2006 Prêmios Mod
Melhor Mod – Doom 3 ($2.500): Last Man Standing Coop
Melhor Mod – Half-Life 2 ($2.500): Dystopia
Melhor Mod – Neverwinter Nights ($2.500): Rose Of Eternity: Chapter 1
Melhor Mod – Unreal Tournament 2004 ($2.500): Path Of Vengeance

### Vencedor da Amostra de Estudantes IGF
- 2012: Way
- 2011: Fract •  Octodad
- 2010: Continuity •  Dreamside Maroon •  Gear •  Igneous
- 2009: Tag: The Power of Paint
- 2008: Synaesthete
- 2007: Toblo
- 2006: Ballistic •  Cloud •  Colormental •  Narbacular Drop •  Ocular Ink •  Orblitz •  Palette •  Sea of Chaos •  Goliath •  NERO
- 2005: Dyadin •  Intergalactic Shopping Maniacs •  Mutton Mayhem •  Rock Station •  Scavenger Hunt •  Soccer Ref •  Squirrel Squabble •  Stars and Stripes •  Team Robot •  War, Siege & Conquest: Battle for Gaia
- 2004: Dark Archon 2 •  Fatal Traction •  Growbot •  Hexvex •  Hyperbol •  Ice Wars •  Kube Kombat •  Scrapped •  Treefort Wars •  Xazzon